# Friedrich-Ebert-Straße (Potsdam)
Die Friedrich-Ebert-Straße ist eine der wichtigsten Straßen in Potsdam. Sie verbindet die Nördliche Innenstadt mit der Nauener Vorstadt und führt von der Schloßstraße durch das Nauener Tor bis zur Kreuzung Reiterweg/Alleestraße.

## Geschichte
Die nach dem ersten deutschen Reichspräsidenten Friedrich Ebert (SPD) benannte Straße entstand 1946 durch Zusammenlegung von Hohewegstraße, Nauener Straße und Spandauer Straße. Hohewegstraße hieß der Abschnitt zwischen Schloßstraße und Stadtkanal, Nauener Straße der Abschnitt zwischen Stadtkanal und Nauener Tor sowie Spandauer Straße der Abschnitt zwischen Nauener Tor und Alleestraße. In der DDR-Zeit wurde der Straßenname aus ideologischen Gründen auf den Ost-Berliner Oberbürgermeister Friedrich Ebert junior (SED) bezogen.
In der Friedrich-Ebert-Straße befinden sich zahlreiche Geschäfte, Gaststätten und öffentliche Einrichtungen. Des Weiteren verlaufen hier mehrere Bus- und Straßenbahnlinien des Verkehrsbetriebs Potsdam. Zu den wichtigsten Sehenswürdigkeiten an der Straße gehören das Holländische Viertel, das Nauener Tor und das Stadthaus.  
Im Rahmen des Wiederaufbaus der Potsdamer Mitte werden auch die Acht Ecken und der Plögersche Gasthof, der bis 1945 Sitz der Kommandantur war, an die Friedrich-Ebert-Straße zurückkehren. Darüber hinaus ist eine Umgestaltung zum Boulevard geplant.

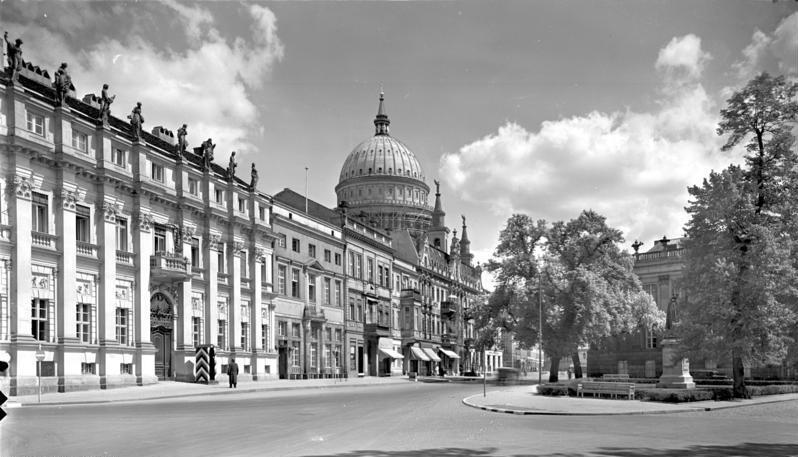
Schloßstraße mit Kommandantur und Steubenplatz, vor 1945
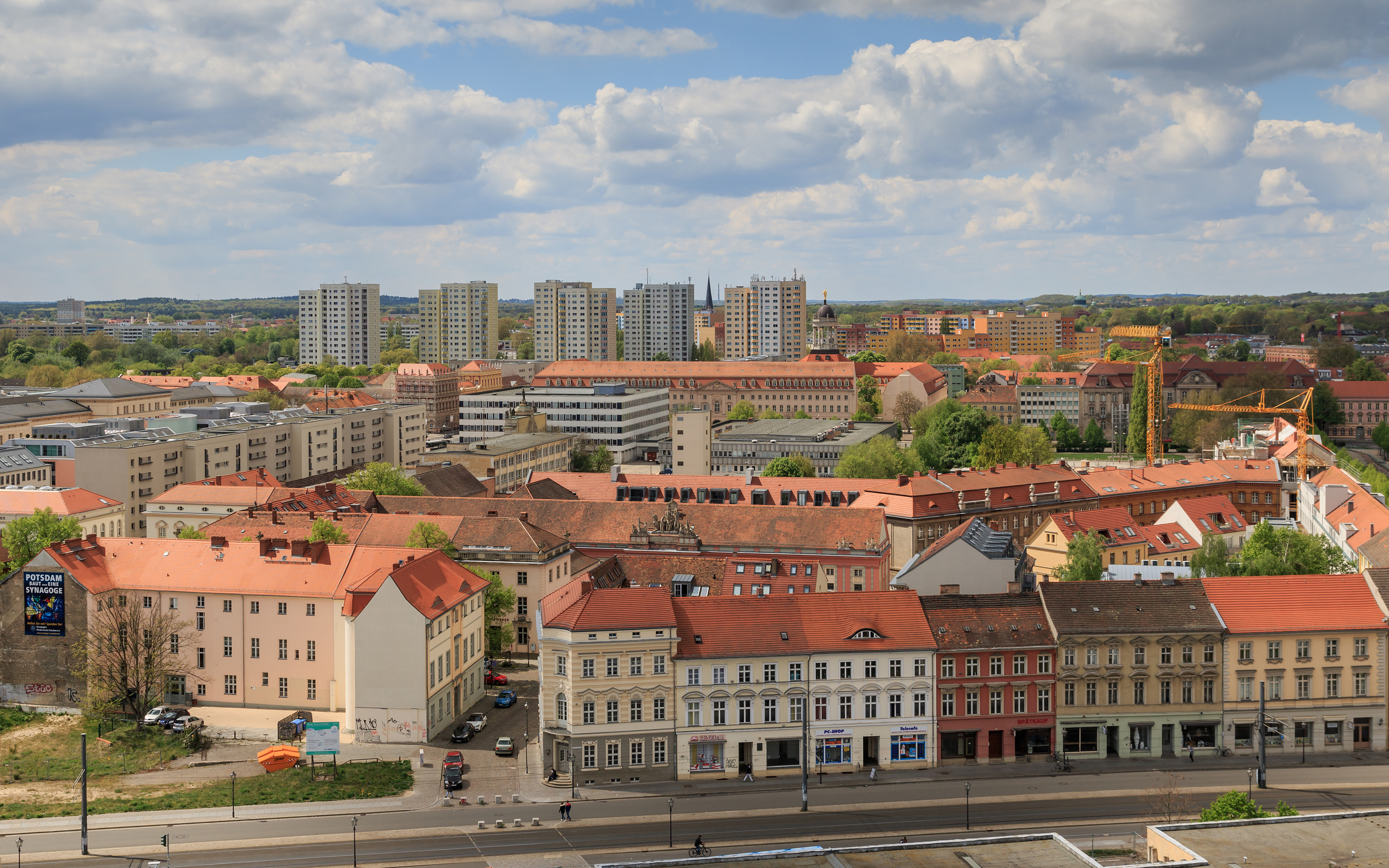
Blick von der Nikolaikirche auf die ehemalige Hohewegstraße
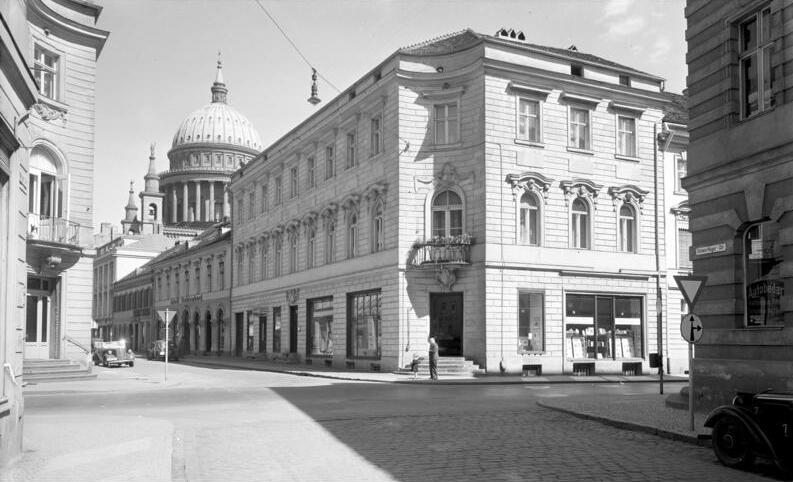
Schwertfegerstraße mit den Acht Ecken, vor 1945
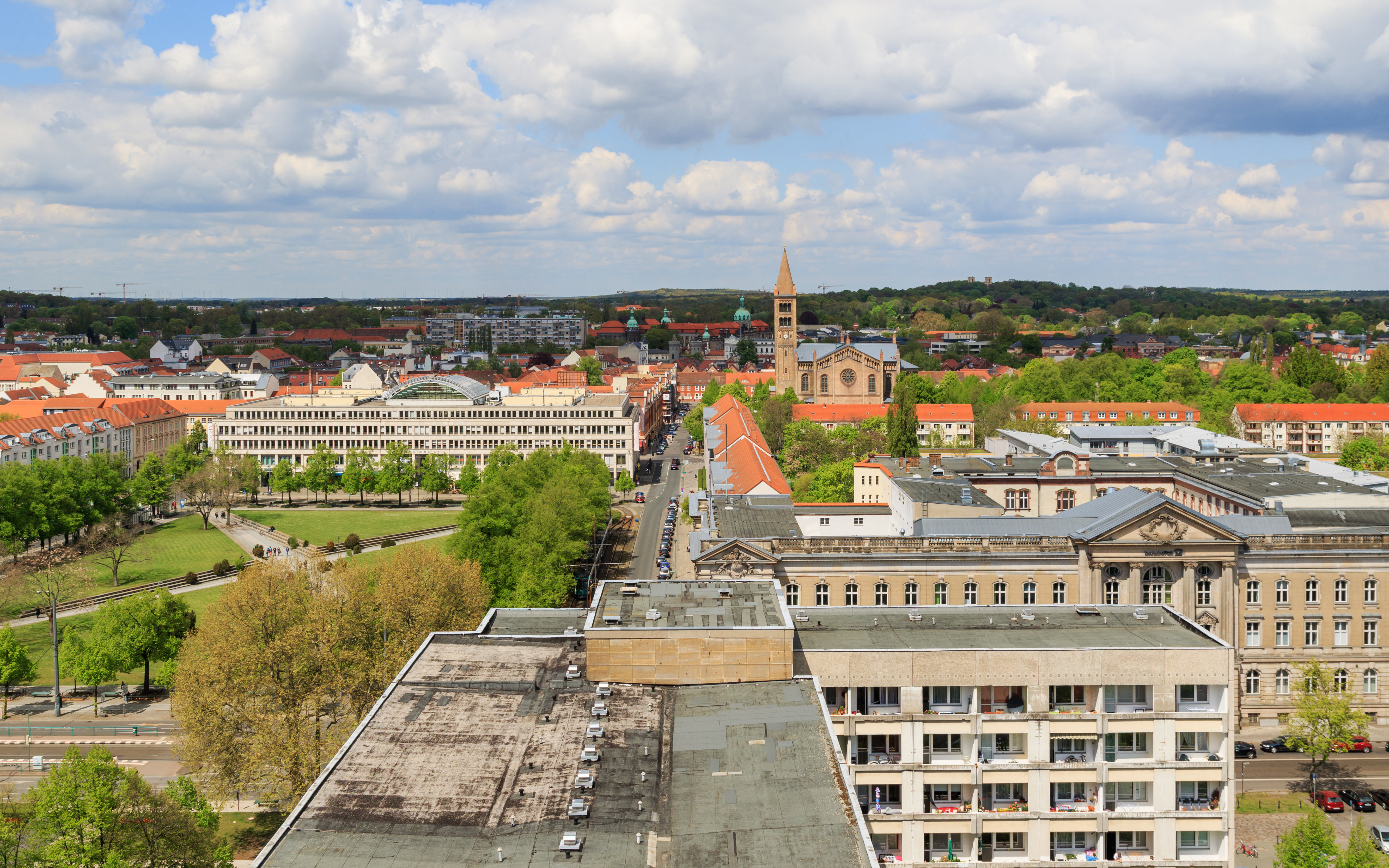
Blick von der Nikolaikirche auf den Platz der Einheit
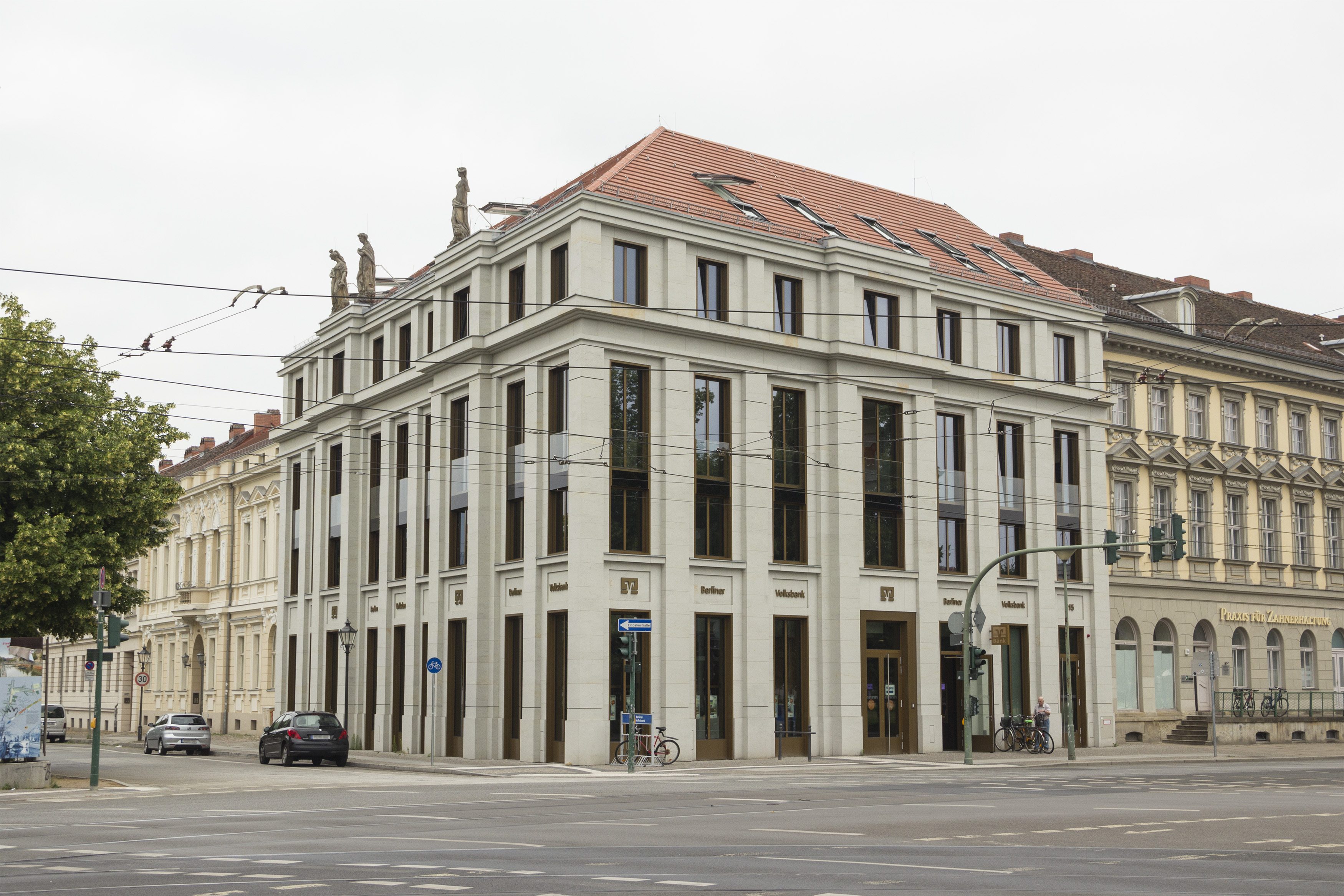
Bankneubau anstelle der Alten Post am Stadtkanal
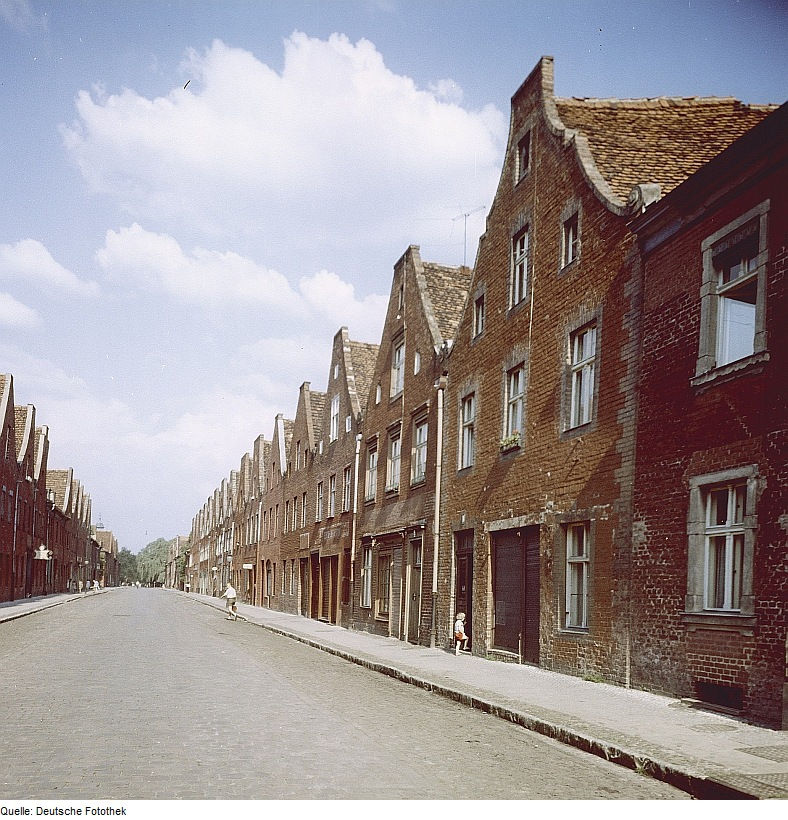
Holländisches Viertel in der DDR-Zeit
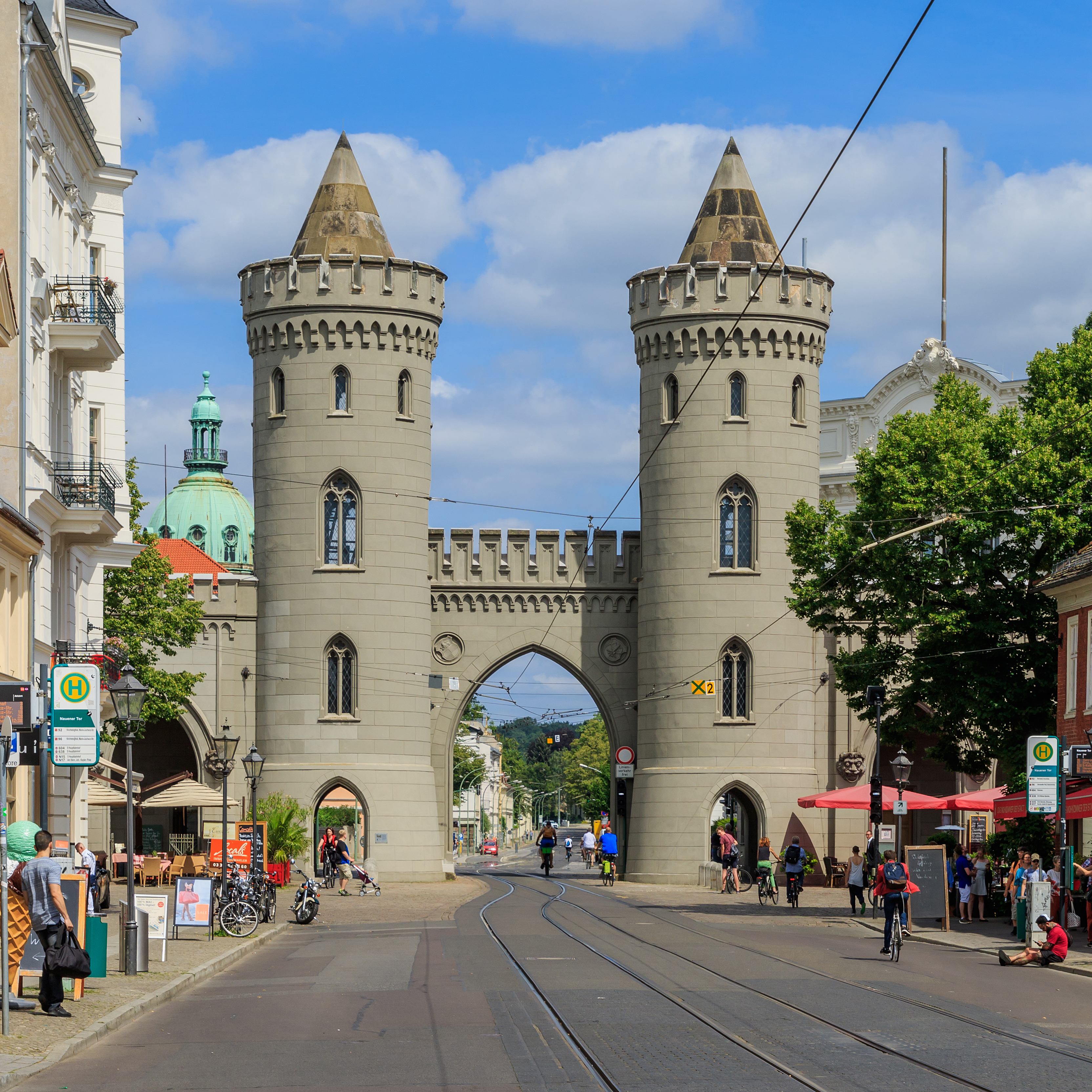
Nauener Tor an der Friedrich-Ebert-Straße
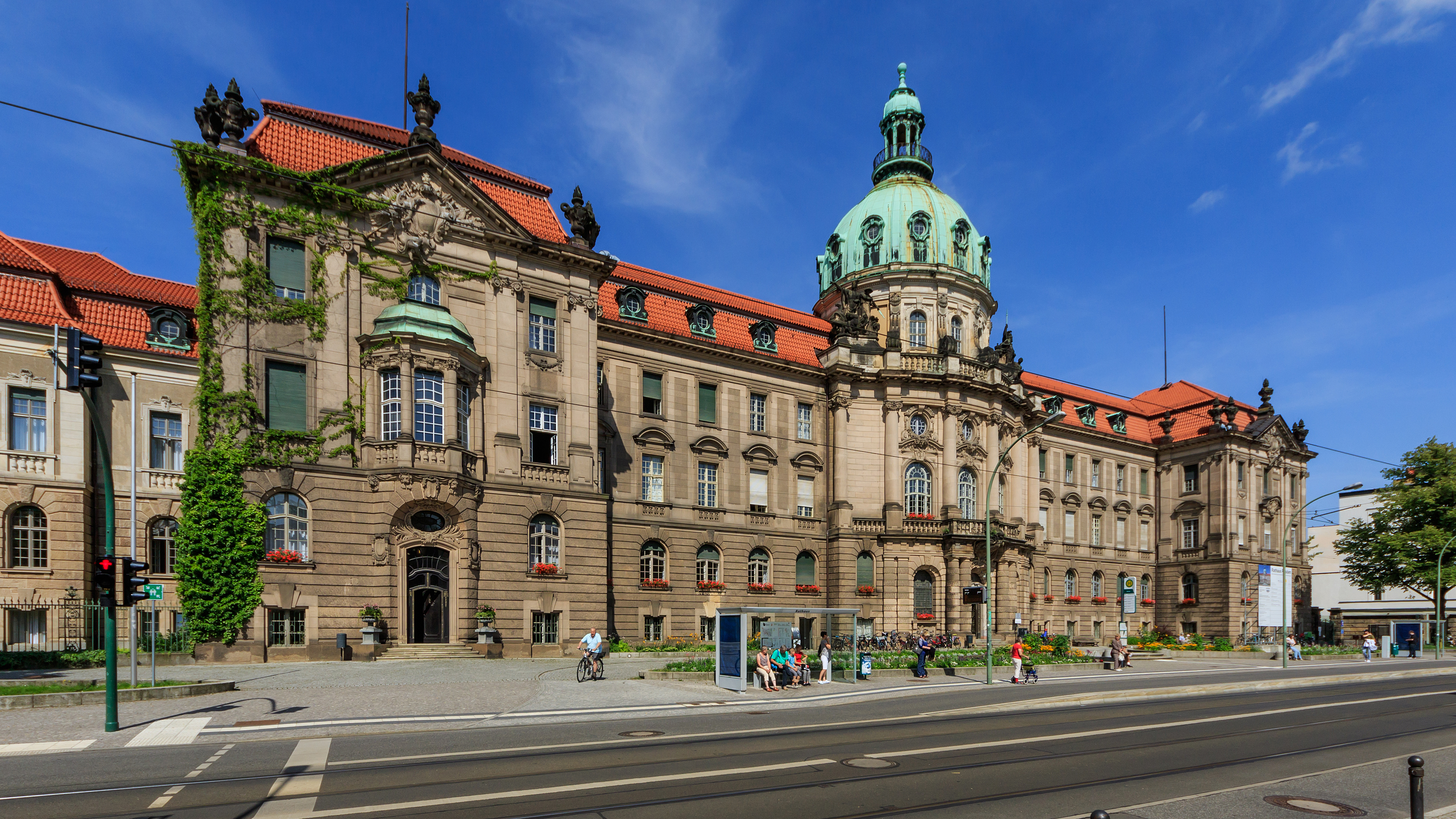
Stadthaus an der Friedrich-Ebert-Straße
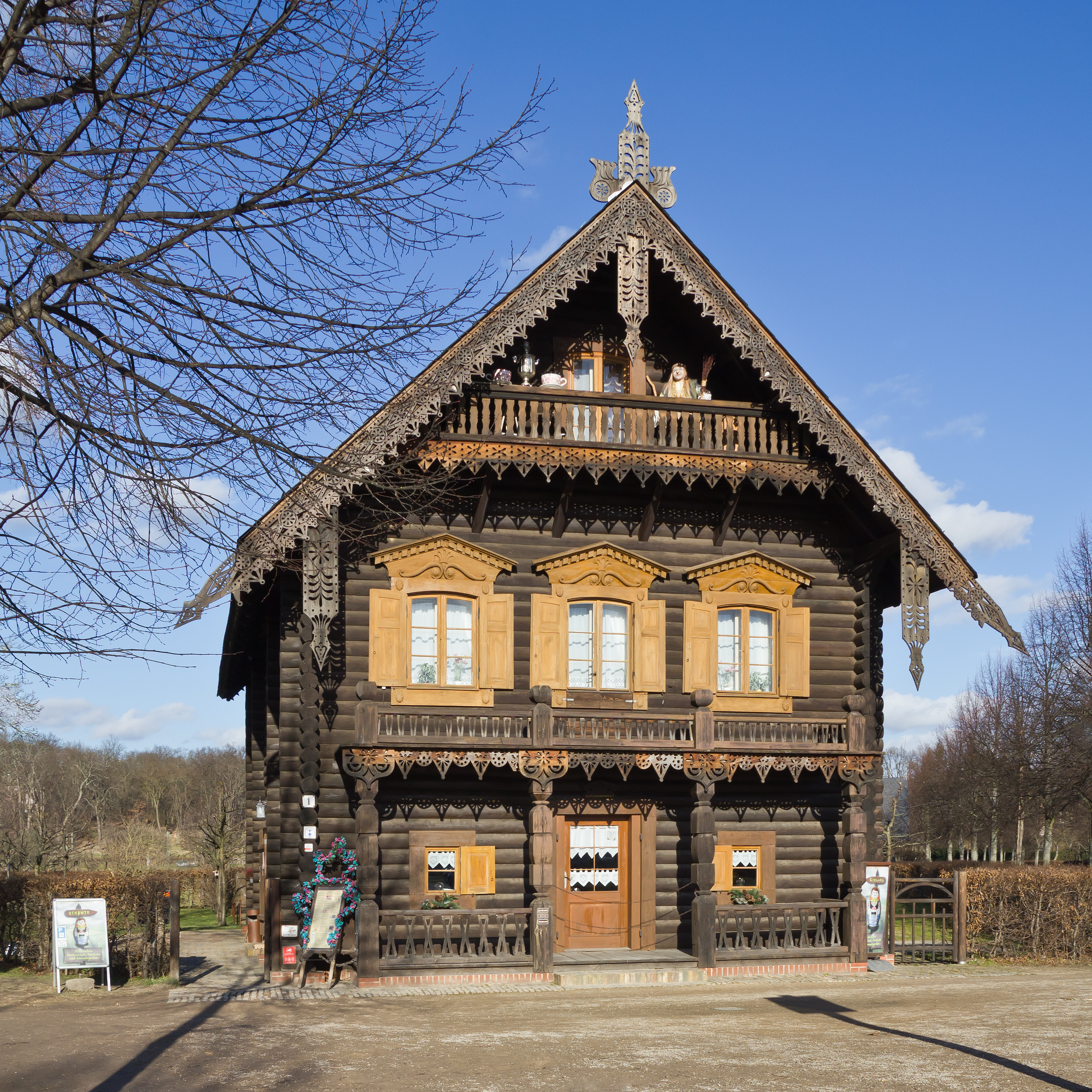
Kolonie Alexandrowka an der Alleestraße